# Max Brand (compositeur)
 (décembre 2017).
Si vous disposez d'ouvrages ou d'articles de référence ou si vous connaissez des sites web de qualité traitant du thème abordé ici, merci de compléter l'article en donnant les références utiles à sa vérifiabilité et en les liant à la section « Notes et références ».

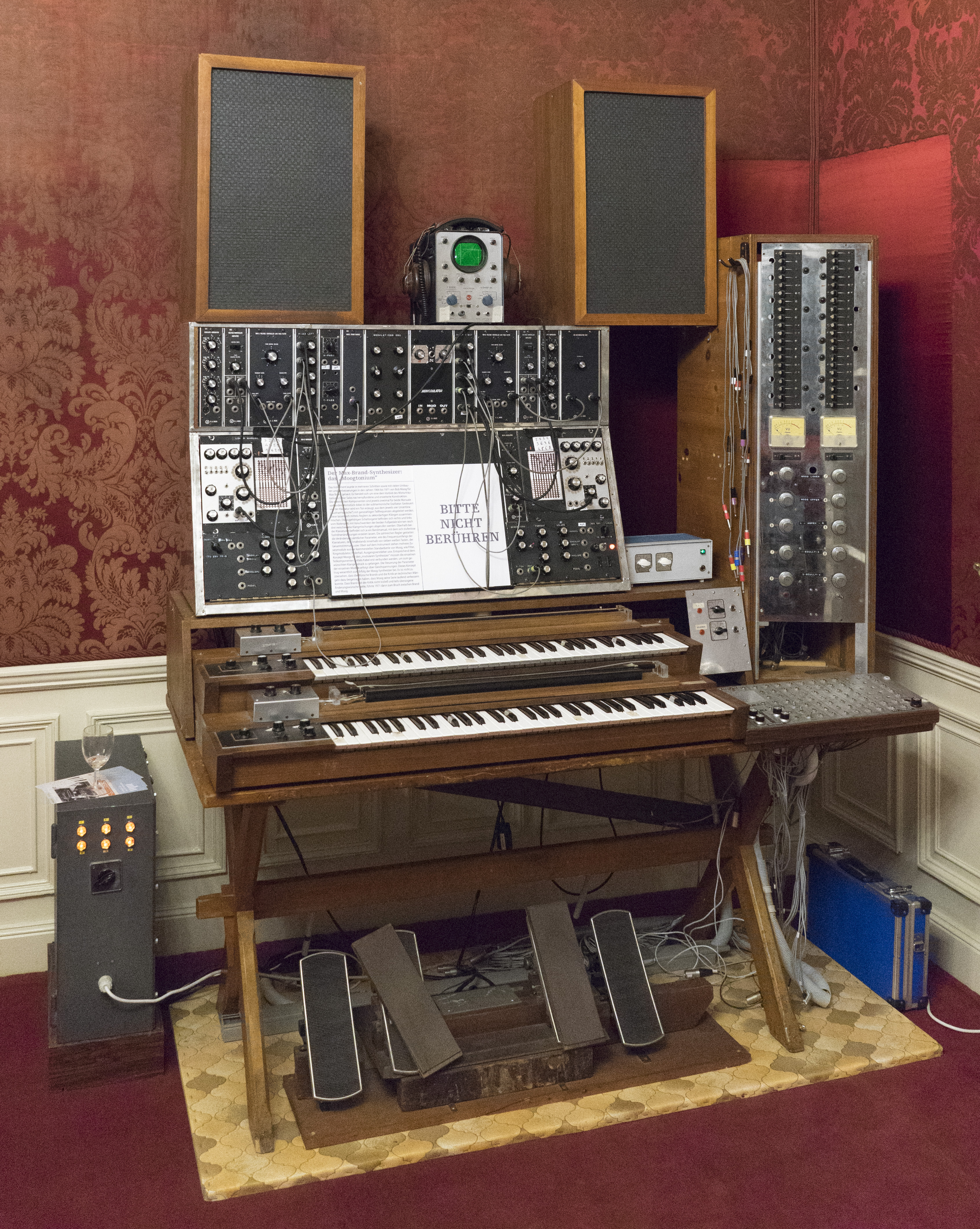
Le synthétiseur Moogtonium à la Bibliothèque de l'Hôtel de Ville de Vienne

Max Brand, né le 26 avril 1896 à Lemberg en royaume de Galicie et de Lodomérie et décédé le 5 avril 1980 à Langenzersdorf est un compositeur austro-américain et un pionnier du synthétiseur et de la musique électronique.

## Biographie
Max Brand s'installe à Vienne en 1907 avec ses parents Jakob et Ida Brand. Après avoir fréquenté des écoles privées à Vienne, Mürzzuschlag et Saint-Gall (Suisse), il ,à partir de 1919, étudie la composition avec Franz Schreker d'abord à Vienne puis à Berlin (1921). En 1924, il retourne à Vienne. La même année, il interprète le quintette à vent, op.26, d'Arnold Schönberg. Il sera d'abord influencé le dodécaphonisme, par exemple, en 1927 dans ses 5 ballades op.10 (d'après les ballades hébraïques d'Else Lasker-Schüler) ou dans le Kyrie eleison pour chœur a cappella (1940).
Max Brand a connu la célébrité dans les dernières années de la République de Weimar. L'apogée de son succès est atteint avec son opéra Maschinist Hopkins, créé le 13 avril 1929 au Stadttheater de Duisburg. Stylistiquement, cette œuvre combine des éléments de l'esthétique de l'opéra de Schreker, le constructivisme de l'École de Schoenberg et la Nouvelle Objectivité pratiquée par Kurt Weill dans L'Opéra de Quat'sous et d'Ernst Krenek dans Jonny spielt auf. L'opéra obtient un tel succès qu'il est programmé dans 37 autres endroits jusqu'en 1932 et traduit dans au moins trois langues. En 1933, la première de son opéra Requiem au Staatsoper Unter den Linden de Berlin, prévue avec le chef d'orchestre Karl Böhm, est interdite par parce que Brand est d'origine juive.
Au début des années 1930, Brand fonde le Mimoplastische Theater für Ballett et le Wiener Opernproduktion au Raimundtheater de Vienne. En 1938, il fuit devant les nazis à Prague, puis en Suisse, et enfin au Brésil. Il y rencontre le compositeur Heitor Villa-Lobos et a travaille un moment avec lui. En 1940, il émigre aux États-Unis, où il vivra jusqu'en 1975. Il est directeur d'une compagnie de théâtre et vice-président de l'American League of Authors and Composers from Austria. Le 23 mai 1944, son oratorio scénique The Gate (1941-1943) a est créé au Metropolitan Opera de New York. À New York, Brand installe un studio d'enregistrement dans son appartement. Dans les années 60, il rencontre le pionnier des synthétiseurs Robert Moog. Brand prend également contact avec le Studio de musique électronique (Cologne). Brand avait un intérêt particulier pour les «nuances», dont la fréquence est une fraction entière du ton fondamental. Il construit avec Moog et Fred Cochran pour le Moogtonium. Les dessins originaux de nombreux composants des premiers synthétiseurs sont visibles dans les archives de Brand.
En 1975, Max Brand retourne en Autriche et s'installe à Langenzersdorf, près de Vienne). Dans sa dernière période de création, il cherchait un moyen de rendre la musique électronique adaptable au rythme changeant du ballet sans changer de hauteur. Le 4 avril 1980, Max Brand meurt dans un presque anonymat en tant que musicien.

## Divers
Dans le musée de Langenzersdorf, on peut voir le studio d'enregistrement de Max Brand avec le plus ancien synthétiseur Moogtonium qui fonctionne encore/
Depuis 2012, le Max Brand Ensemble qui joue des compositions contemporaines

## Œuvres principales

### Œuvres pour la scène
- Die Wippe (Ballet), 1925
- Tragödietta (Ballet), 1926
- Maschinist Hopkins, op. 11 (Opéra), 1929
- Requiem (Opéra), 1932
- Kleopatra (Opéra), 1934-37
- Die Zauberreise (Comédie musicale), 1934
- Die Chronik (Cantate scénique), 1938
- A Musical Freud (Chansons), 1941
- The Gate (Oratorio scénique), 1941-43
- Stormy Interlude (Opéra), 1955

### Musique vocale
- 3 Lieder pour soprano et clavier (Texte: Lao Tseu), 1922
- Nachtlied pour soprano et orchestre (Texte: Friedrich Nietzsche: Also sprach Zarathustra), 1922
- 3 Lieder (Texte : Joachim Ringelnatz), 1924
- 5 Balladen pour soliste et 6 instruments (Texte : Else Lasker-Schüler), op. 10, 1927
- 4 Lieder (Texte : Friedrich Hölderlin), 1935
- Kyrie Eleison pour chœur a cappella, 1940
- The Ballad of Lidice pour soliste et clavier, 1942
- On the Day of Victory pour soliste et clavier (Texte : Langston Hughes), 1945

### Musique instrumentale
- Suite und Fuge pour clavier, 1920
- 3 Stücke pour clavier, 1921
- Eine Nachtmusik pour orchestre de chambre, 1922 (modifié en 1931)
- Streichtrio, 1923
- 5 Tänze pour orchestre, 1926
- Peca pour flûte et  clavier, 1940
- United Nations, marche pour fanfare, 1942
- The Wonderfull One-Hoss-Shay pour orchestre, 1946

### Musique électronique
- Notturmo brasiliero, 1959
- Meditation, 1960
- Rhinozeros, 1960
- Triptych, 1960
- The Astronauts: an Epic in Electronics, 1961
- French Folksongs pour soliste et synthétiseur, 1962
- 3 Pieces of Gordon Brown's Transparencies in Motion, 1963
- 3 Pieces for Dance Group, 1963
- Ilian I und II, 1966
- Ilian IV, 1974